# Jerzy Zięba
Jerzy Zygmunt Zięba (ur. 2 maja 1956) – polski przedsiębiorca i publicysta, propagator pseudonauki, naturopatii i medycyny niekonwencjonalnej. Autor bestsellerowej książki Ukryte terapie. Czego ci lekarz nie powie (część 1 , 2 i 3). Większość poglądów propagowanych przez Jerzego Ziębę jest niezgodna z aktualnym stanem medycznej wiedzy naukowej (patrz: Poglądy a wiedza naukowa) i spotyka się z krytyką środowiska akademickiego (patrz: Krytyka przez środowisko akademickie).

## Życiorys
Jerzy Zięba w latach 1976–1981 studiował na Wydziale Maszyn Górniczych i Hutniczych Akademii Górniczo-Hutniczej w Krakowie, studia zakończył uzyskując tytuł zawodowy magistra inżyniera. W 1982 wyemigrował do Niemiec, gdzie pracował w saunie, sprzątał restauracje i pracował jako elektryk w masarni, a rok później do Australii, gdzie pracował m.in. jako kucharz, nurek, wykładowca nawigacji w szkole lotniczej oraz inżynier przy produkcji maszyn górniczych, a następnie zajmował się marketingiem. W tym czasie ukończył kursy, zorganizowane przez przedsiębiorstwa mające siedziby w Australii i USA, z zakresu hipnozy klinicznej. Jerzy Zięba, mimo braku wykształcenia w dziedzinie psychoterapii, przedstawia się jako certyfikowany hipnoterapeuta (czyli psychoterapeuta stosujący w psychoterapii metody hipnozy).
W 2003 wrócił do Polski, gdzie zaczynał działalność jako propagator alternatywnych metod leczenia, publikując artykuły prasowe i filmy w serwisie YouTube oraz odbywając spotkania i prowadząc wykłady. Założył też markę Visanto, która sprzedaje m.in. suplementy diety.
Propagator m.in. tak zwanej diety Kwaśniewskiego. Komitet Terapii i Nauk o Leku PAN uznaje dietę optymalną Jana Kwaśniewskiego za szkodliwą dla zdrowia. Zięba nie uwierzył w tę opinię i przyjął teorię spiskową, jakoby norma cholesterolu została sztucznie zaniżona, żeby koncerny farmaceutyczne sprzedawały więcej leków obniżających cholesterol. Był członkiem Rady Naukowej stowarzyszenia Polska Akademia Zdrowia.
W 2009 razem z Izabelą Dobrowolską przetłumaczył książkę Cholesterol – naukowe kłamstwo autorstwa duńskiego lekarza, dra n. med. Uffego Ravnskova.
W 2016 część 1 książki Ukryte terapie. Czego ci lekarz nie powie znalazła się na 10. miejscu wśród najlepiej sprzedających się w ciągu roku pozycji w kategorii książki w księgarni internetowej empik.com.
21 kwietnia 2017 wystąpił z przemówieniem w Sejmie RP na posiedzeniu połączonych Komisji Rolnictwa i Rozwoju Wsi oraz Ochrony Środowiska, Zasobów Naturalnych i Leśnictwa, apelując o całkowity zakaz upraw i handlu nasionami i żywnością zmodyfikowaną genetycznie na terytorium Polski.
Jest prezesem zarządu fundacji Polacy dla Polaków, która refinansuje zakup preparatów zawierających olejek z konopi (kannabidiol) rodzicom, którzy podają ten specyfik dzieciom z lekooporną padaczką oraz nowotworami mózgu.
29 kwietnia 2019 do magazynu spółki handlującej produktami marki Visanto weszła prokuratura w asyście policji, aby zabezpieczyć parafarmaceutyki. Łukasz Łapczyński, rzecznik prasowy Prokuratury Okręgowej w Warszawie w oświadczeniu wskazywał, że przeciwko Ziębie i członkom zarządu jego spółki prowadzone jest postępowanie w sprawie handlu produktami leczniczymi, bez wymaganych zezwoleń.
Główny Inspektor Sanitarny i Prezes Naczelnej Rady Lekarskiej w oświadczeniu z 14 lutego 2020 roku przestrzegali, że informacje upowszechniane w związku z zagrożeniem ze strony koronawirusa na fanpage „Ukryte terapie – Jerzy Zięba” stanowią zagrożenie dla zdrowia i życia ludzi.
W wyborach prezydenckich w 2025 został członkiem komitetu poparcia Artura Bartoszewicza.

## Poglądy a wiedza naukowa

### Witamina C
Jerzy Zięba jest orędownikiem leczenia witaminą C (kwasem askorbinowym), w tym dożylnego stosowania dużych dawek tej witaminy w postaci askorbinianu sodu. Błędnie twierdzi, że można nią wyleczyć wiele chorób i dolegliwości, od obrzęku dziąsła, przez sepsę wywołaną bakteriami opornymi na antybiotyki, do nowotworów. Zięba twierdzi, że odpowiednia jest tylko naturalna forma witaminy C, np. z owoców. Zięba błędnie zakłada, że witamina C nie zwiększa prawdopodobieństwa wystąpienia kamicy nerkowej oraz promuje fałszywą tezę, jakoby witamina C miała przedłużać życie.

### Witamina B3
Zięba sugeruje, że schizofrenię da się wyleczyć przy zastosowaniu suplementacji witaminą B3 (wyłącznie lub razem z witaminą C), na co jednak brak dowodów.

### Witamina E
Zięba poleca witaminę E, przypisując jej „silne działanie przeciwnowotworowe”, mimo iż badania nie potwierdziły skuteczności stosowania witaminy w prewencji chorób nowotworowych.

### Witamina K
Zięba twierdzi, że podawanie witaminy K noworodkowi przynosi więcej szkody niż korzyści, gdyż wraz z witaminą wstrzykiwane jest dziecku dużo niepotrzebnych substancji, a przy naturalnym odżywianiu rzadko pojawiają się jej niedobory. Badania naukowe wskazują co innego: dziecko, któremu nie podano witaminy K jest bardziej podatne m.in. na chorobę krwotoczną noworodków.

### Amigdalina
Zięba sugeruje możliwość leczenia chorób nowotworowych amigdaliną. Badania wykazują, że amigdalina nie jest skuteczna w leczeniu nowotworów, a bywa niebezpieczna, szczególnie przy jednoczesnym stosowaniu witaminy C.

### Chelatacja
Zięba propaguje zastosowanie metody chelatacji (poprzez podawanie EDTA) w leczeniu nowotworów. Podanie EDTA jest stosowane przy zatruciu metalami ciężkimi. Metoda ta nie wykazuje skuteczności w leczeniu nowotworów, a w pojedynczych przypadkach mogła być przyczyną zgonów.

### Nanosrebro
Zięba zapewnia o leczniczych właściwościach tak zwanego nanosrebra (zawiesiny srebra koloidalnego). Badania wykazują, że preparaty te są szkodliwe, ponieważ powodują srebrzycę (argyrię) po wielu latach stosowania a amerykańska Agencja Żywności i Leków (FDA) zakazała sprzedaży preparatów spożywczych i leczniczych zwierających zawiesinę srebra koloidalnego.

### Woda utleniona
Zięba zaleca wlewy z wody utlenionej (roztworu nadtlenku wodoru). Badania naukowe wykazują brak skuteczności a wręcz niebezpieczeństwo tego rodzaju terapii.

### Pamięć wody
Jerzy Zięba stworzył i sygnuje markę Visanto, produkującą m.in. suplementy diety lub tak zwany „strukturyzator wody”, który ma rzekomo poprawiać jakość wody przez „przywrócenie jej pamięci”. Twierdzi też, że do wody należy dobrze mówić. Twierdzenia te są niezgodne ze stanem faktycznym, a sprzedawane urządzenie jest filtrem osmotycznym z doczepionym magnetyzerem na baterię.

### Szczepionki
Zięba przestrzega przed szczepieniami: Zięba podważa konsensus naukowy dotyczący braku związku między szczepionką MMR a autyzmem. Twierdzi, że Andrew Wakefield, który sfałszował badania, za co dostał zakaz wykonywania zawodu lekarza na terenie Wielkiej Brytanii, został osądzony bezpodstawnie.

### Brak skuteczności leczenia konwencjonalnego
Jerzy Zięba twierdzi w książkach i wypowiedziach, że wiele konwencjonalnych metod leczenia jest nieskutecznych. Dotyczy to m.in. chemioterapii i mammografii (która jest metodą diagnostyczną, a nie leczniczą). Podobnie negatywnie wypowiada się na temat leczenia schizofrenii lub metod leczenia stosowanych przez kardiologów i ortopedów. Zięba podważa sens konwencjonalnego leczenia w przypadku m.in. osteoporozy, cukrzycy, chorób tarczycy, miażdżycy tętnic, stwardnienia rozsianego, alergii, łuszczycy.

### Rośliny transgeniczne (GMO)
Zięba jest przeciwnikiem wprowadzania w Polsce roślin transgenicznych.

### Szkodliwość Wi-Fi
Zięba twierdzi, że promieniowanie elektromagnetyczne z urządzeń Wi-Fi może m.in. powodować niepłodność u dziewczynek.

### Powiększanie piersi poprzez hipnoterapię
Jerzy Zięba twierdzi, że można hipnoterapią trwale powiększyć biust. Możliwość taka nie występuje, jednak twierdzenie Zięby jest jego interpretacją zjawiska pobudzenia ukrwienia narządów (nieznaczna, ale mierzalna zmiana temperatury dłoni czy mierzalne chwilowe obrzmienie piersi) w czasie stanu transu, zbliżonego do stanu średniej hipnozy, wywołanego intencjonalnie (w czasie treningu autogennego) lub akcydentalnie (np. u sportowców w czasie biegu na długim dystansie).

### COVID-19
W swoich publikacjach w mediach społecznościowych zalecał podawanie m.in. witamin C, A i D3, magnezu, selenu, cynku, złota, srebra i perhydrolu osobom zarażonym wirusem SARS-CoV-2 wywołującym COVID-19. W wyniku otrzymaniu wielu skarg na złamanie regulaminu YouTube kanał Jerzego Zięby w tym serwisie został zamknięty. We wspólnym oświadczeniu Główny Inspektor Sanitarny i Prezes Naczelnej Rady Lekarskiej odnieśli się do treści publikowanych przez Jerzego Ziębę w serwisie Facebook zaznaczając, że informacje przez niego publikowane nie są poparte badaniami naukowymi i nie są uznaną wiedzą medyczną. Z powodu naruszeń regulaminu filmy zostały usunięte z serwisu Facebook.
W maju 2020 twierdził, że dzięki swojemu systemowi odpornościowemu wyzdrowiał z COVID-19 w ciągu 7 godzin, bez zastosowania leków. Mimo to nie odpowiedział na zaproszenie lubelskiego lekarza na oddział leczący najcięższe przypadki tej choroby, wystosowane do osób, które nie wierzą w istnienie powodującego nią wirusa.

## Krytyka
Przedstawiciele środowiska akademickiego niejednokrotnie krytykowali jego wystąpienia, publikacje i poglądy, wskazując na ich pseudonaukowość i sprzeczność z najnowszą wiedzą medyczną, szczególnie w punktach, w których odrzucają one medycynę opartą na dowodach; sposoby leczenia zawarte w jego książkach były krytykowane przez lekarzy, m.in. prof. Krzysztofa Składowskiego oraz prof. Jana Duławę.
Zwolennicy Zięby regularnie podają przykłady cudownych uzdrowień wskutek jego terapii. Na stronie internetowej znajduje się zakładka „Pomogło”, gdzie użytkownicy anonimowo umieszczają swoje opinie i opowieści.
Sprzeciw środowiska naukowego wzbudziło też m.in. wynajęcie sal na wykłady Zięby przez niektóre uczelnie publiczne w Polsce.
Zarzuca mu się m.in. brak warsztatu naukowego, skłonność do nadmiernych uproszczeń, a także powoływanie się na niewiarygodne badania.
Na temat działalności Jerzego Zięby oraz potencjalnego braku odpowiedzialności i konsekwencji za krzywdy, które może spowodować, wypowiedziała się także dr Bożena Janicka, pediatra, prezes Porozumienia Pracodawców Ochrony Zdrowia.
Obszerne opracowanie dotyczące „wody strukturyzowanej”, „pamięci wody” oraz działalności Zięby na polu sprzedaży „strukturyzatorów wody” wraz z innymi urządzeniami o niepotwierdzonej naukowo skuteczności, przeprowadził Tomasz Płowucha w książce W poszukiwaniu struktury wody.

## Książki
- Jerzy Zięba: Ukryte terapie. Czego ci lekarz nie powie. Część 1. Wyd. 4. Egida Consulting, 2016. ISBN 978-83-945130-0-9. Brak numerów stron w książce[77]
(książka przetłumaczona na język niemiecki[78], angielski[79], czeski[80] i włoski[81])
- Jerzy Zięba: Ukryte terapie. Czego ci lekarz nie powie. Część 2. Wyd. 1. Egida Consulting, 2016. ISBN 978-83-945130-3-0. Brak numerów stron w książce[5]
- Jerzy Zięba: Ukryte terapie. Czego ci lekarz nie powie. Część 3, t. 1 i 2. Egida Consulting, 2021, s. 752. ISBN 978-83-961368-7-9.

## Pozycje krytykujące poglądy i działalność Jerzego Zięby
- Łukasz Lamża: Światy równoległe; czego uczą nas płaskoziemcy homeopaci i różdżkarze. Wydawnictwo Czarne, 2020. ISBN 978-83-8049-963-8. Brak numerów stron w książce[82]
- Tomasz Płowucha: W poszukiwaniu struktury wody. Wydawnictwo Novae Res, 2020. ISBN 978-83-8219-105-9. Brak numerów stron w książce[58]
- Łukasz Sakowski: Jerzy Zięba złapany na poważnym kłamstwie. totylkoteoria.pl, 2018-11-12. [dostęp 2023-01-08]. (pol.).[83]
- Ewa Pluta: Pseudonauka – przypadek znachora Jerzego Zięby. Strefa Psyche Uniwersytetu SWPS. [dostęp 2023-01-08]. (pol.).[84]
- Łukasz Sakowski: „Ten człowiek szkodzi ludziom”. Mówią ofiary Jerzego Zięby. Newswek Polska, 2018-12-29. [dostęp 2023-01-08]. (pol.).[85]
- Patryk Słowik: Jak państwo wyhodowało Jerzego Ziębę. Czy mamy problem z medyczną szarlatanerią?. Dziennik Gazeta Prawna, 2019-05-10. [dostęp 2023-01-08]. (pol.).[86]

## Programy telewizyjne i radiowe
- Polskie Radio Katowice. Alfabet Jerzego Zięby[87] – do początku czerwca 2018, kiedy to po skargach słuchaczy radio zdjęło audycję w trybie natychmiastowym[88].
- Polsat News, program „Skandaliści”[89]
- TVN Uwaga!, Jerzy Zięba i jego ukryte terapie. Kulisy sławy[7].
- Dzień dobry TVN, Naturoterapia. Znachorstwo czy alternatywna metoda leczenia?[90]
- Zoom TV, Czego Ci lekarz nie powie[91][92]
- Kanał YouTube „Ukryte terapie” Jerzego Zięby – do stycznia 2020, kiedy został skasowany z powodu propagacji treści wprowadzających w błąd.